# Trä, Svalövs kommun
Trä, tidigare Trää, är en by i södra delen av Svalövs kommun, Skåne län. 

## Kända personer från Trä
- Ivar Månsson i Trää - riksdagsledamot